# Осояди
Осоядите (Pernis) са род птици от семейство Ястребови (Accipitridae).

## Физически характеристики
Средно големи по размери птици, теглото им варира от 0,5 до 1,5 kg.

## Разпространение ибиотоп
Представителите на този род гнездят в умерените и топли зони на Стария свят. В България се среща единствено осоядът (Pernis apivorus).

## Начин на хранене
Осоядите се хранят главно с ларвите на оси и пчели, а също и с дребни гръбначни. Когато открие под земята гнездо на оси, осоядът започва да копае земята, но не откъм входа на гнездото, а направо над гнездото, по най-късото разстояние от повърхността на земята към гнездото. Краката му са по-силни от тези на мишелов със същия размер, добре са приспособени за копане. Плътното оперение е непроницаемо за жилата на ципокрилите.

## Допълнителни сведения
На територията на България осоядът (Pernis apivorus) е защитен от закона вид.

## Списък на видовете
- Род Pernis – осояди
  - Вид Pernis apivorus – осояд
  - Вид Pernis celebensis – червеногръд осояд
  - Вид Pernis ptilorhyncus – качулат осояд